# 天主教克洛赫教区
天主教克洛赫教區（拉丁語：Dioecesis Clogheriensis）是羅馬天主教在愛爾蘭的一個教區，屬阿馬總教區。

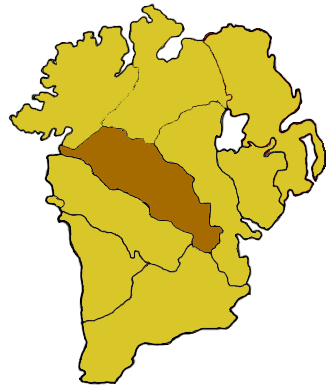
克洛赫教區管轄範圍圖

教區成立於454年。範圍包括莫納亨郡和弗馬納郡等。座堂位於莫納亨，現任主教為利亞姆·麥克代德。2007年，在當地113,401人口中，有教友86,483人，佔轄區總人口76.3%、37個堂區、82名司鐸、6名修士、139名修女。現任主教為老楞佐·達菲，榮休主教為若瑟·達菲及威廉·麥克代德。